# Tatort: Von Affen und Menschen
Von Affen und Menschen ist ein Fernsehfilm aus der Krimireihe Tatort. Der vom SRF produzierte Beitrag ist die 1268. Tatort-Episode und wurde am 14. April 2024 im SRF, im ORF und im Ersten ausgestrahlt. Das Zürcher Ermittlerduo Grandjean und Ott ermittelt in seinem siebten Fall.

## Handlung
Ein Mann kommt gut gelaunt aus der Notaufnahme eines Krankenhauses. Ein Mann mit Augenbinde lauert ihm auf, bringt ihn um und wirft ihn in einen Müllcontainer. Im Zürcher Zoo wird ein Schimpanse mit zahlreichen Stichwunden tot aufgefunden. Die Verwaltungsrätin des Zoos, Juwelierin Rosi Bodmer, fordert die Staatsanwaltschaft auf, in dem Todesfall zu ermitteln. Der Mann mit Augenbinde, Christoph Merz, kommt euphorisiert nach Hause und packt seine Sachen, um seine Frau zu verlassen. Nicole Merz erschiesst ihren Mann mit sechs Kugeln in den Rücken.
Nicole Merz sucht ihre Zwillingsschwester Aline Kaiser auf. Aline Kaiser hat Anleger um ihr Geld gebracht und erwartet eine Haftstrafe. Sie tötet Nicole Merz und lässt es wie ihren eignen Selbstmord aussehen. Sie frisiert sich ihre Haare wie ihre Zwillingsschwester, schminkt sich wie sie und zieht sich ihre Kleidung an. Kurz nach Verlassen ihrer Wohnung wird sie von Max Loosli gesehen, der auf dem Weg zu ihr ist. Max Loosli folgt ihr bis zum Zürcher Hauptbahnhof, wo Aline Kaiser ein Schliessfach mietet. Anschliessend macht sie sich auf den Weg zur Wohnung ihrer toten Schwester.
Während Kommissarin Isabelle Grandjean im Fall des toten Affen nicht ermitteln will, weil es sich im Sinne des Gesetzes um eine Sachbeschädigung handelt, nimmt die Kommissarin Tessa Ott Ermittlungen auf. Sie erfährt, dass der Affe aus dem Kongo kommt und von Tierpfleger Michael Widmer betreut wurde. Sie sucht die Wohnung des Tierpflegers auf und findet diese offen, durchsucht und verwüstet vor. Von ihr unbemerkt versteckt sich ein hünenhafter Mann in der Wohnung. Inzwischen ermittelt die Polizei im Mordfall an Christoph Merz. Isabelle Grandjean alarmiert Tessa Ott, worauf diese die Untersuchung der Wohnung des Tierpflegers abbricht und zur Wohnung von Nicole Merz fährt. Der Hüne folgt ihr.
Auch Aline Kaiser trifft bei der Wohnung ihrer Schwester ein. Nach einem kurzen Fluchtversuch wird sie von den Kommissarinnen festgenommen und nach einem Nervenzusammenbruch in ein Krankenhaus gebracht. Nachts schleicht sich Max Loosli in das Krankenhaus, löst einen Feueralarm aus und entführt Aline Kaiser. In einer Hütte angekommen, fesselt er Aline Kaiser. 
Inzwischen hat die Polizei die Leiche des Ermordeten aus der Notaufnahme gefunden. Es handelt sich um den Tierpfleger Michael Widmer. Er hat eine Bisswunde am Arm. In der Notaufnahme des Krankenhauses ermitteln sie, dass Michael Widmer hier auf seinen Mörder Christoph Merz gestossen sein muss. Auch die Tote in der Wohnung von Aline Kaiser wird gefunden. Die Polizei geht hier von einem Selbstmord aus. Der Analyst Noah Löwenherz ermittelt Max Loosli als denjenigen, der Nicole/Aline aus dem Krankenhaus entführt hat. 
Nach einer Auseinandersetzung mit Max Loosli händigt ihm Aline Kaiser den Zugangscode zu dem Schliessfach aus. Er fährt hin und findet dort einen Beutel. Inzwischen hat Aline Kaiser sich befreit und lauert mit einer Axt bewaffnet auf Max Loosli. Sie zieht in der Auseinandersetzung den Kürzeren und wird schwer verletzt. Inzwischen sind die Kommissarinnen eingetroffen. Während Isabelle Grandjean der verletzten Aline Kaiser hilft, wird Tessa Ott beim Versuch, Max Loosli festzunehmen, von dem Hünen niedergeschlagen. Der Hüne schleppt Max Loosli in sein Auto. Die Kommissarinnen finden Rohdiamanten in der Hütte von Max Loosli.
Bei einer näheren Untersuchung des toten Affen stellt Tessa Ott fest, dass dieser eine vernähte und wieder aufgeschnittene Wunde am Körper hat. Die bis hierhin unerklärliche Abfolge von Gewalttaten ergibt nun ein Bild. Eingenäht in den lebenden Schimpansen werden Rohdiamanten aus dem Kongo in die Schweiz geschmuggelt. Beim Versuch, diese zu bergen, beisst der Schimpanse Tierpfleger Michael Widmer und wird getötet. In der Notaufnahme des Krankenhauses kommt es zu einer Auseinandersetzung zwischen Michael Widmer und Christoph Merz, während derer Christoph Merz auf die Rohdiamanten aufmerksam wird. Er tötet Michael Widmer und bringt die Rohdiamanten an sich. Zu Hause kommt es zu der Auseinandersetzung mit seiner Frau Nicole Merz, die ihm die Augenverletzung zugefügt hat, wegen der er in der Notaufnahme war. Sie erschiesst ihn und sucht ihre Schwester Aline Kaiser auf, um sie um Hilfe bei dem weiteren Vorgehen zu bitten. Aline Kaiser sieht eine Chance auf ein neues Leben mit Startkapital, tötet ihre Schwester und versteckt die Rohdiamanten in einem Schliessfach. Max Loosli war auf dem Weg zu Aline Kaiser, um das Geld, das er durch ihre Betrügereien verloren hatte, zurückzubekommen.
Die Kommissarinnen und die Staatsanwältin Anita Wegenast vermuten die Verwaltungsrätin und Juwelierin Rosi Bodmer als Drahtzieherin hinter dem Geschehen. Staatsanwältin Wegenast, die mit Rosi Bodmer befreundet ist, konfrontiert sie mit dem Verdacht. Rosi Bodmer leugnet, etwas mit der Sache zu tun zu haben, kündigt Anita Wegenast die Freundschaft und verhindert einen erhofften Karriereschritt. Rosi Bodmer ruft darauf den Hünen Tomi an und fordert ihn auf, von nun an jeden Kontakt mit ihr zu unterlassen. 
Der Hüne Tomi wird beim Versuch, das Bahnhofsschliessfach zu öffnen, festgenommen. Beim Verhör durch Isabelle Grandjean schweigt er. Max Loosli kann sich aus dem Kofferraum des Autos des Hünen Tomi befreien. Er hatte den grössten Teil der Rohdiamanten die ganze Zeit versteckt bei sich.

## Hintergrund
Der Film wurde in Zürich gedreht. Beim «Bergsee» handelt es sich um den Türlersee.
Der Zoodirektor des Zoos Zürich, Severin Dressen, hat einen kurzen Gastauftritt als er selbst.

## Rezeption

### Kritiken
Kritiker waren sich über die Bewertung des Films uneinig. Während Heike Hupertz ihn in der FAZ als einen „starken“ und „ausgezeichnete[n]“ Tatort lobte, „der in anschaulicher Ausgewogenheit mit Bildern genau so präzise erzählt wie über Drehbuch und Inszenierung“, verurteilte ihn das Lexikon des internationalen Films als einen „grotesk“ angelegten Krimi, „der seine Abfolge von Unwahrscheinlichkeiten und platten Scherzen offensichtlich als schrille Originalität verstanden wissen will. Stattdessen belegen die mäßigen Einfälle und farblosen Figuren jedoch ein ums andere Mal den Unterschied zwischen filmischer Inspiration und gequälter Pseudo-Gewitztheit.“

### Einschaltquoten
Die Erstausstrahlung von Von Affen und Menschen am 14. April 2024 wurde in Deutschland von 7,45 Millionen Zuschauern gesehen und erreichte einen Marktanteil von 28,4 % für Das Erste.